# Andriej Płatonow
Andriej Płatonow (ros. Андрей Платонов, właśc. Andriej Płatonowicz Klimientow, ros. Андрей Платонович Климентов; ur. 20 sierpnia?/1 września 1899 w Woroneżu, zm. 5 stycznia 1951 w Moskwie) – rosyjski prozaik-satyryk, eseista i dramaturg.
Płatonow był twórcą nieustannie zmagającym się z cenzurą (jego rękopisy były wielokrotnie konfiskowane), stąd jego twórczość jest niespójna, a pisarz wielokrotnie zdaje się przeczyć sam sobie. Jest autorem pełnych sarkazmu i absurdu, demaskatorskich utworów, obnażających bezmyślność, doktrynalne zaślepienie oraz zbrodnie systemu komunistycznego (Wykop, Czewengur). Twórca serii opowiadań tematycznie związanych z II wojną światową i ukazujących okrucieństwo niemieckiej okupacji. Zawsze głównym tematem Płatonowa był człowiek zmagający się z przeciwnościami i własną słabością. Jego utwory często rozgrywają się na wsi i w małych miasteczkach, choć jest również autorem opowieści (jak Dżan) mających za tło pustkowia islamskiego Zakaukazia.

## Życie i twórczość
Urodził się w biednej rodzinie ślusarza w robotniczej dzielnicy Woroneża. Miał dziesięcioro rodzeństwa, już w wieku lat 11 musiał podjąć się pracy zarobkowej. W chwili wybuchu rewolucji październikowej pracował jako robotnik w zakładach remontowych taboru kolejowego. W 1918 rozpoczął naukę w technikum kolejowym, a jednocześnie, z ramienia Głównego Komitetu Rewolucyjnego Kolei Południowo-Wschodniej, pracę w czasopiśmie "Żeleznyj put", gdzie ukazywały się jego pierwsze wiersze i szkice. W czasie wojny domowej został wysłany przez władze bolszewickie do Nowochopiorska, by zmobilizować ludność do walki z oddziałami Denikina. Płatonow rozpoczął współpracę z gazetami "Woronieżskaja biednota" i "Woronieżskaja kommuna". W 1924 związał się z Marią Kaszyncewą, z zawodu nauczycielką, jednak ślub z powodów ideologicznych odwlekali aż do czasu II wojny światowej, kiedy Płatonow miał ruszyć na front.
Po ukończeniu technikum oddał się pisarstwu i pracy hydrotechnika. Sprawy zawodowe doprowadziły do przeprowadzki w 1926 do Moskwy, gdzie został członkiem Komitetu Centralnego Związku Zawodowego Pracowników Rolnych i Leśnych. Okres ten zaowocował w jego twórczości opowiadaniami "Markun", "Szatan Myśli", "Trakt w eterze" i artykułami "Wielki robotnik" oraz "O ulepszeniu klimatu", które łączyły fascynację osiągnięciami techniki i fantastyczne plany przyszłych osiągnięć ludzkiej pomysłowości, jak przemiana klimatu, zatrzymanie obrotów kuli ziemskiej i przesiedlenia ludzkości na Antarktydę. Zaobserwować można w tych szkicach wyraźny wpływ systemu rosyjskiego filozofa Nikołaja Fiodorowa. W drugiej połowie lat 20. związany był z grupą literacką Przełom.
W Moskwie pozostał jedynie kilka miesięcy i został przeniesiony służbowo do Tambowa na stanowisko "gubernialnego melioratora". Spędził tam dwa lata w małomiasteczkowej atmosferze zawistnych biurokratów. Owocem doświadczeń tych lat jest "Miasto Gradow" – cierpka satyra na klasę bolszewickich urzędników. W tym czasie przygotowywał też tomik "Epifańskie śluzy", wydany ostatecznie w 1927. Postanowił rzucić pracę w Tambowie. Wkrótce ukazały się dwa teksty literackie, które przesądziły o losach pisarza: "Powątpiewający Makar", ogłoszony w 1929 w miesięczniku "Oktiabr", i "Na korzyść. Kronika biedniaków", wydana w 1931 opowieść-reportaż dotycząca kolektywizacji wsi w guberni woroneskiej. Dwuznaczną wymowę tych tekstów skrytykował Stalin, wkrótce krytycy literaccy zaczęli obrzucać Płatonowa oskarżeniami utrzymanymi w stylu donosów stalinowskiej epoki. Leopold Awerbach, redaktor czasopisma "Na litieraturnom postu" pisał, że literatura Płatonowa daje wyraz nihilistycznej swawoli i anarcho-indywidualistycznej frondzie, obcej rewolucji proletariackiej w nie mniejszym stopniu niż otwarta kontrrewolucja pod faszystowskimi hasłami. W efekcie tej nagonki w najbliższych latach teksty Płatonowa nie ukazywały się w druku. Płatonow, utrzymujący korespondencję z Maksymem Gorkim, prosił go nawet listownie o interwencję w tej sprawie.
W 1934 Płatonow wziął udział w wyprawie „brygad pisarzy” do Turkmenistanu, zorganizowanej przez Związek Pisarzy ZSRR w celu przygotowania almanachu na dziesięciolecie radzieckiego Turkmenistanu. Almanach ukazał się w tym samym roku, zawierając opowiadanie Płatonowa pt. "Takyr", pierwszy opublikowany utwór od 3 lat. Podróż ta odsłoniła przed Płatonowem fascynującą dla niego kulturę turkmeńską. Odtąd świat radzieckiej Azji był dla Płatonowa źródłem nieprzemijającej fascynacji. Jej owocem jest opowiadanie pt „Dżan”, pisane w latach 1936–38, którego pełny tekst ukazał się długo po śmierci pisarza. Płatonow powracał do Azji w 1935 i 1936.
W tym okresie Płatonow zainteresował się także sztuką sceniczną i filmową. Napisał jedenaście scenariuszy filmowych i wiele przeróbek swoich opowiadań z myślą o scenie – m.in. „Olga” i „Epifańskie śluzy”. O wielu z tych scenariuszy wyrażano się z uznaniem, choć żadnego nie zrealizowano. Płatonow jednak nie przestał pisać dla teatru i kina, nawet w okresie powojennym stworzył kilka scenariuszy, jak „Powrót” i „Żołnierz-pracownik, czyli Po wojnie”. Wśród sztuk teatralnych Płatonowa można wymienić takie jak: „Wysokie napięcie”, „Przylepiający uśmiechy”, „Katarynka”, „Czternaście czerwonych chatek”, które nie tylko nie zostały zrealizowane na scenie, ale często nawet nie zostały wydrukowane. Po wojnie Płatonow napisał „Puszkina w liceum” i „Zaczarowaną istotę”. Obie sztuki wystawione zostały już po śmierci autora.
W drugiej połowie lat trzydziestych Płatonow pisał – zwykle pod pseudonimem – teksty krytycznoliterackie i programowe, jak „Puszkin – nasz towarzysz”; „Puszkin i Gorki” i inne. Kiedy odzyskał życzliwość części krytyków i czytelników, zaczął publikować na nowo w miesięczniku „Literaturnyj kritik”. W 1938, w okresie wielkiego terroru, jego 15-letni syn Tosza został aresztowany przez NKWD i osadzony w obozie koncentracyjnym systemu Gułagu. Uwolniony jesienią 1940, dzięki wstawiennictwu Szołochowa, zmarł na gruźlicę w styczniu 1943 i został pochowany na Cmentarzu Ormiańskim w Moskwie. Opiekujący się synem Płatonow zaraził się gruźlicą. W tym samym czasie ukazał się drukiem tekst Płatonowa ku czci literatury gloryfikującej Stalina.
W październiku 1941, po wybuchu wojny sowiecko-niemieckiej, podczas natarcia Wehrmachtu na Moskwę, Płatonowa razem z rodziną ewakuowano z Moskwy do Ufy. Tam napisał pierwsze opowiadanie wojenne – „Pancerz” i wydał tom opowiadań pt. „Pod niebiosami ojczyzny”. Od października 1942 Płatonow był korespondentem wojennym gazety Krasnaja Zwiezda. Przebywał na pierwszej linii frontu, m.in. pod Kurskiem i na Ukrainie. Literackim owocem miesięcy spędzonych na froncie są opowiadania „Róża”, „Siódmy”, „Wróg nieuduchowiony”, „Wśród ludu”, „Oficer i chłop” i inne. Opowiadania wojenne Płatonowa na nowo padały ofiarą ataku stalinowskiej krytyki – na łamach „Prawdy” ukazywały się nieprzychylne teksty poświęcone prozie Płatonowa o znamiennych tytułach „O upiększaniu i upiększaczach” i „Literackie esy-floresy’. Zarzucano mu w nich, że przedstawia „świętokradczo zniekształcony” obraz wojennych bohaterów. Z frontu Płatonow wrócił z objawami gruźlicy. Ostatnie lata życia spędził w ubóstwie i narastającej chorobie gruźliczej, zaszczuty przez krytykę stalinowskich ideologów. W tym czasie pracował nad adaptacjami rosyjskich i baszkirskich bajek ludowych; pisał także własne bajki, powrócił do tworzenia scenariuszy teatralnych i filmowych.

W roku 1946 opublikował opowiadanie „Rodzina Iwanowa” podejmujące temat powrotu z frontu. Zostało ono przyjęte przez krytykę z furią właściwą stalinowskiej mentalności. Włodzimierz Jermiłow, wiodący w nagonce na Płatonowa, oskarżał pisarza o pisanie „kułackich pamfletów” i oszczerczych utworów wypaczających sowiecką rzeczywistość. Skutkiem tych zabiegów do końca życia Płatonow opublikował już tylko dwa utwory, całą resztę pisząc „do szuflady”.

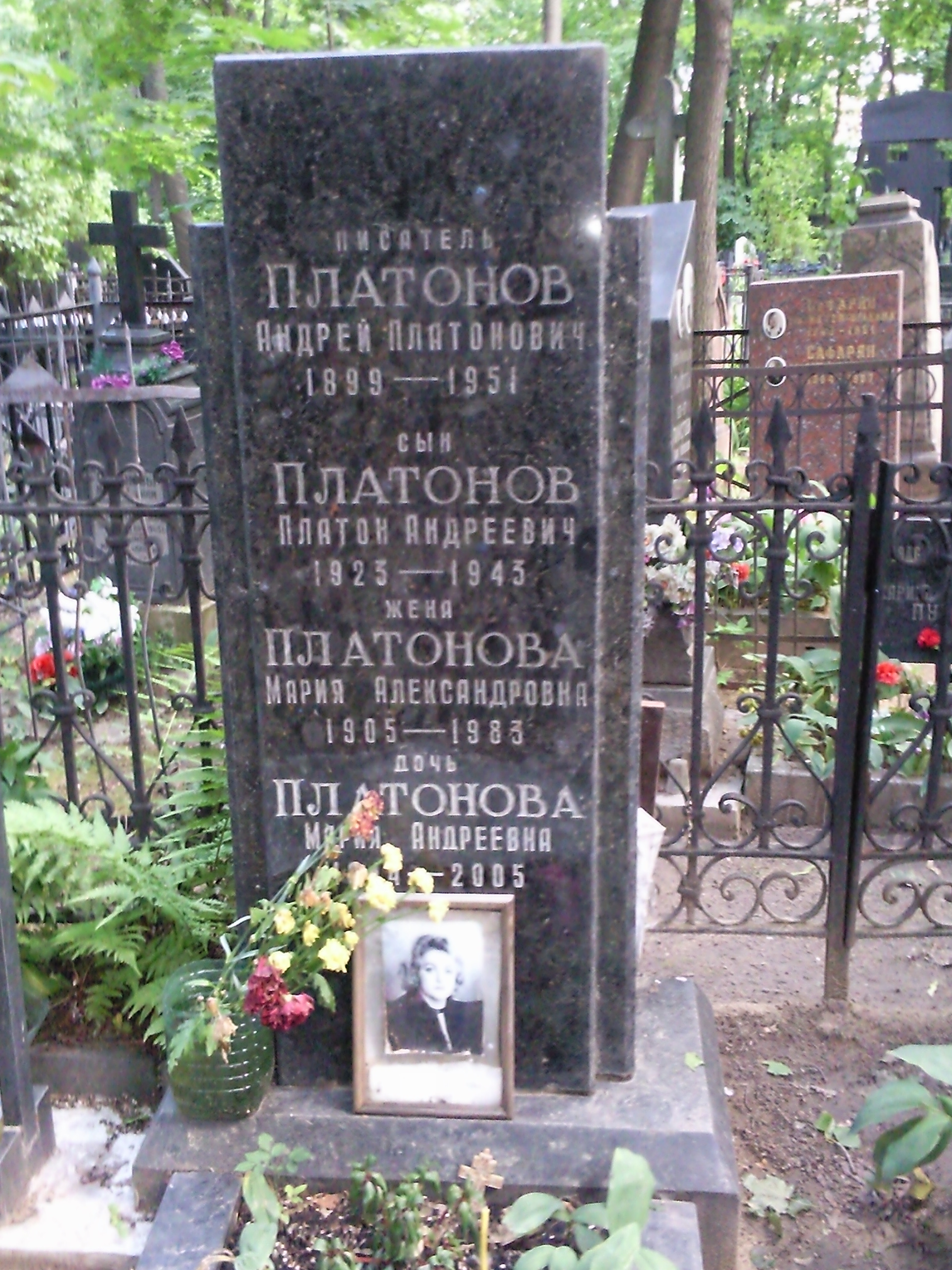
Nagrobek Andrieja Płatonowa, jego żony, syna i córki

Zmarł 5 stycznia 1951 roku na gruźlicę. Został pochowany w tej samej mogile, co jego syn.

## Problematyka twórczości i myśl Płatonowa
W czasie wojny domowej i na początku lat dwudziestych Płatonow występował przeciw literaturze modernistycznej, niezaangażowanej ideowo w budowanie nowego społeczeństwa. Świadome formowanie nowej kultury proletariackiej i komunistycznego społeczeństwa wydaje się motywem stale obecnym w pisarstwie Płatonowa. W tym dziele człowiek pracy – wespół z ożywioną i nieożywioną przyrodą oraz tworami kultury, zwłaszcza osiągnięciami nauki i techniki – zmierzał do całkowitego przekształcenia świata, zarówno ludzkiego i przyrodniczego, tak aby natura zaczęła służyć w pełni potrzebom nowego, komunistycznego społeczeństwa. Stąd w minipowieści "Wykop" niedźwiedź pomaga rosyjskim robotnikom w budowie kolektywnego domu mieszkalnego. Płatonow wyraźnie wierzył, że dzięki rewolucji bolszewickiej ma szansę zrodzić się nowy, ponadindywidualny byt, robotniczy kolektyw, w którym zaniknie wola indywidualna jednostek, który będzie działał niczym jeden organizm, angażując dla swych celów siły przyrody i techniki.
Myśl Płatonowa ukształtował wpływ dwóch rosyjskich myślicieli: pierwszy z nich to Nikołaj Fiodorow, drugi to Aleksandr Bogdanow. Bogdanow, z którym polemizował Lenin w swej książce pt. "Marksizm i empiriokrytycyzm" był jednym z głównych teoretyków organizacji Proletkult. W latach 1913–22 wydał książkę pt. "Tektologia". Przedstawił w niej wizję naukowej metody budowy społeczeństwa przyszłości przy użyciu osiągnięć techniki. Termin "tektologia" oznaczać miał systematyzację i organizację nauk dla wyzyskania ich w celach społecznych.
Pierwszy w wymienionych, Nikołaj Fiodorow był myślicielem – fantastą, którego wizjonerskie projekty przyszłych dziejów gatunku ludzkiego miały wpływ na całe pokolenie rosyjskich intelektualistów – m.in. Dostojewskiego, Sołowjowa, Tołstoja. Fiodorow prorokował, iż ludzkość osiągnie kiedyś taki poziom rozwoju nauki i techniki, że wskrzesi wszystkich swoich przodków i zaprzestanie reprodukcji uzyskując nieśmiertelność. Płatonow daje w swych utworach wyraz wierze w realną możliwość przezwyciężenia śmierci metodami nowoczesnej techniki.
Prozę Płatonowa przenika fascynacja zdobyczami nauk technicznych – zwłaszcza elektrycznością i maszynami. Pisarz był gorącym orędownikiem elektryfikacji Rosji, która była dla niego pierwszym stopniem w kształtowaniu się kosmicznego kolektywu. Wierzył, że elektryczność przyniesie "złoty wiek" – kiedy przyroda będzie bezwzględnie posłuszna człowiekowi, a ten wykorzysta jej siły dla swoich rozumnych celów. Stąd w jego pisarstwie trudno o oddzielenie poważnych planów i fantastycznych urojeń, jak loty na księżyc i nowe, niewyczerpalne źródła energii (jak w powieści "Juwenilne Morze"). W wymienionych aspektach myśl Płatonowa zbliża się do ideologii Proletkultu (od skrótu słów Proletariacka Kultura), organizacji której celem była realizacja programu budowy nowej kultury i nowego społeczeństwa komunistycznego przy zaangażowaniu zjednoczonej, usystematyzowanej nauki.
Wizje komunistycznej utopii w pisarstwie Płatonowa mają charakter notorycznie fantastyczny i – w sposób prawdopodobnie niezamierzony – groteskowy. Na płaszczyźnie językowej Płatonow angażuje stechnicyzowaną nomenklaturę stalinowskiej biurokracji przekształcając ją w narzędzie literackiej ekspresji. Natomiast na płaszczyźnie fabularnej jego powieści łamią wszelkie kanony – nieoczekiwane i absurdalne zwroty akcji, paradoksalne dialogi, martwi powracają zza grobu, zwierzęta pomagają ludziom. Sam Gorki w liście recenzującym nadesłane mu przez Płatonowa opowiadanie "Wiatr ze śmietnika", choć wypowiadał się pozytywnie o artystycznych walorach jego prozy zaznaczył, że "irrealność treści opowiadania" graniczy z "ponurym majaczeniem".
Wiktoria i René Śliwowscy podsumowują "Trudno się czasem oprzeć wrażeniu, iż wizje Płatonowa mają w sobie coś z majaczeń, że wykraczają poza przyjęte normy literackie, bliskie są pojęciu genialności schizofrenicznej".
W Polsce po raz pierwszy proza Płatonowa ukazała się w 1950. Tomik zawierający 4 opowiadania zatytułowany „Żołnierskie serce” przetłumaczył Eustachy Czekalski. Pozostałe teksty Płatonowa tłumaczyli Andrzej Drawicz, Irena Bajkowska, Irena Piotrowska, Seweryn Pollak, René Śliwowski, Henryk Chłystowski. Powieści "Wykop" i "Czewengur" ukazały się stosunkowo późno – "Wykop" w 1987 w przekładzie Andrzeja Drawicza, "Czewengur" zaś w 1996 w tłumaczeniu Jadwigi Szymak-Reiferowej i Ireneusza Maślarza. Adam Pomorski poświęcił myśli Płatonowa książkę zatytułowaną "Duchowy Proletariusz".

## Upamiętnienie
- Andriej Płatonow jest głównym bohaterem powieści „Korosteszówski Płatonow” (2010) ukraińskiego pisarza Ołeksandra Kłymenki[8].

## Utwory
Utwory poświęcone dzieciństwu
- Osada pocztyliońska
- Gliniany dom w powiatowym sadzie
- Serioga i ja
- Rodzina

Tematyka elektryfikacji
- 1939 - Ojczyzna światła - opowiadanie
- Potomkowie słońca
- Zgasła lampa Ilijcza

Utopie kosmiczne
- 1921 - Markun - opowiadanie
- Traktat w eterze
- Szatan myśli
- Przygody Bakłażanowa
- Opowieść o wielu ciekawych rzeczach
- Pocisk księżycowy

Utwory związane z głodem na Powołżu
- Nauczycielka na piaskach
- art. Równość w cierpieniu
- art. Rewolucja ducha

Okres Tambowski
- 1927 - Człowiek – istota nieznana - nowela; polskie tłumaczenie R. Śliwowski

Powątpiewający Makar, Na korzyść. Kronika biedaków
- 1927 - Miasto Gradow - nowela; polskie tłumaczenie R. Śliwowski
- 1929 - Epifańskie śluzy - zbiór opowiadań; polskie tłumaczenie S. Pollak

Antyutopie
- 1929 - Czewengur - powieść; polskie tłumaczenie J. Szymak-Reiferowa, I. Maślarz
- 1930 - Wykop - powieść; polskie tłumaczenie A. Drawicz
- Morze młodości

Opowiadania wojenne
- Pancerz
- Na grobie matki
- Siedmiu
- Wróg nieuduchowiony
- Nakaz poległych
- Śmierci nie ma
- Róża – polskie tłumaczenie R. Śliwowski

Utwory rozgrywające się w Azji
- Gorąca Arktyka
- 1934 - Dżan – nowela; polskie tłumaczenie I. Piotrowska
- 1934 - Takyr – opowiadanie; polskie tłumaczenie S. Pollak

Sztuki teatralne
- Katarynka
- 14 czerwonych chatek
- Głos ojca

Scenariusze
- Aina na motywach Nauczycielki na piaskach
- Tworzenie imperium

Tematyka miłosna
- art. Seks i świadomość
- art. O miłości
- Fro
- Afrodyta – polskie tłumaczenie R. Śliwowski

Okres powojenny
- Rzeka Potudań
- 1946 – Rodzina Iwanowa – opowiadanie

## Wybrane polskie przekłady
1950
- Żołnierskie serce, tł. E. Czekalski, Warszawa 1950. Zawiera utwory: Szturm labiryntu, Iwan Tołokno – ofiarny wojak, Na Horyniu, Na urodzajnej ziemi.

1964
- Trzeci syn, tł. S. Pollak, [w:] „Wiatraki" 1964, nr 7, s. 2-3.
- Utwory Wybrane, Warszawa 1965. Zawiera utwory: Ojczyzna światła, Nauczycielka na piaskach, Szczęście jest blisko – tł. R. Śliwowski; Takyr, Trzeci syn, Fro, Burza lipcowa, Żona maszynisty – tł. S. Pollak; Żelazna starucha, Krowa, Kwiatek na ziemi, Nikita, Powrót – tł. I. Bajkowska.

1967
- Dziewczyna – Róża, tł. D. Wawiłow, [w:] „Kamena" 1967, nr 15, s. 9.
- Głos ojca, tł. R. Śliwowski, [w:] „Dialog" 1967, nr 10, s. 35-39.
- Człowiek – istota nieznana, tł. R. Śliwowski, [w:] „Polityka" 1967, nr 17, s. 6.

1968
- Osada pocztyliońska, Warszawa 1968. Zawiera utwory: Miasto Gradow, Człowiek – istota nieznana – tł. R. Śliwowski; Epifańskie Śluzy, Rodowód majstra, Osada pocztyliońska – tł. S. Pollak.

1969
- Dżan i inne opowiadania, Warszawa 1969. Zawiera utwory: Dżan – tł. I. Piotrowska; *Rzeka Potudań – tł. S. Pollak; Gliniany dom w powiatowym sadzie, Skrzypce, Podróż wróbla czyli bulwar twerski, Światło życia, W świecie pasji i piękna, Róża, Siódmy, Afrodyta, Jeszcze jedna mama, Głos ojca – tł. R. Śliwowski.

1971
- Bezrączka, tł. R. Śliwowski, [w:] „Nurt" 1971, nr 6, s. 2-6.

1974
- Czarodziejski pierścień, tł. R. Śliwowski, Warszawa 1974. Zawiera utwory: Iwan – Dziwo, Bezrączka, Cudowny chłopczyk, Czarodziejski pierścień, Iwan Niedojda i Helena Przemądra, Mądra wnuczka, Pleciuga, Ptak Ognisty – Jasny Sokół, Żołnierz i carowa.
- Strumień eteru, fragment, tł. J. Kaczmarek, [w:], „Nurt" 1974, nr 11, s. 2-5.

1975
- Powrót, Warszawa 1975. Zawiera utwory: Ojczyzna światła, Miasto Gradow, Człowiek – istota nieznana, – tł. R. Śliwowski; Epifańskie Śluzy, Trzeci syn, Rzeka Potudań – tł. S. Pollak; Powrót – tł. I. Bajkowska; Dżan

1978
- Głos ojca, tł. R. Śliwowski, [w:] Antologia dramatu radzieckiego, red. St. Balicki, Warszawa 1978.

1979
- Siemion, tł. J. Litwinow, [w:] „Nurt" 1979, nr 6, s. 18-20.

1981
- Gliniany dom i inne opowiadania, Warszawa 1981. Zawiera utwory: Miasto Gradow, Człowiek – istota nieznana, Gliniany dom w powiatowym sadzie – tł. R. Śliwowski; Rodowód majstra, Epifańskie Śluzy, Rzeka Potudań – tł. S. Pollak; Dżan – tł. I. Piotrowska; Powrót – tł. I. Bajkowska.
- Człowiek państwowy, tł. J. Litwinow, [w:] „Nurt" 1981, nr 11, s. 23-25.

1987
- Morze młodości, fragment, tł. R. Lasotowa, [w:] „Życie Literackie" 1987, nr 45, s. 5.
- Potomkowie słońca, tł. A. Tyszkowska-Gosk, [w:] Potomkowie słońca. Antologia, wybór T. Gosk, Poznań 1987.
- Eteryczny trakt, tł. A. Tyszkowska-Gosk, [w:] Potomkowie słońca. Antologia, wybór T. Gosk, Poznań 1987.

1990
- Katarynka, tł. Z. Fedecki, Adam Pomorski, „Dialog" 1990, nr 7, s. 53-83.

1991
- Makar, który zwątpił, tł. D. Ulicka, [w:] „Ogród" 1991, nr 9, s. 45-60.
- Antisiexus, tł. J. Gondowicz, [w:] „Brulion" 1991, nr 17–18, s. 114-120.

1994
- Juwenilne morze, tł. H. Chłystowski, Warszawa 1994.

1996
- Rozmyślania o Majakowskim, tł. J. Rachoń, [w:] „Literatura na Świecie" 1996, nr 7, s. 172-182.
- Szczęśliwa Moskwa, tł. H. Chłystowski, [w:] „Literatura na Świecie" 1996, nr 7, s. 3-111.

1997
- Szczęśliwa Moskwa, fragmenty, tł. H. Chłystowski, [w:] „Gazeta Wyborcza" – Magazyn, 1997, nr 1, s. 17-18.
- Odpowiednie przedsięwzięcia, tł. H. Chłystowski, „Rzeczpospolita" 1997, nr 261, s. 15.
- Szczęśliwa Moskwa, tł. H. Chłystowski, Warszawa 1997. Zawiera utwory: Szczęśliwa Moskwa, Spor i Powieść techniczna.